# Babaclub
Babaclub, anteriormente llamado Babalà club y antes, A la Babalà, fue un programa infantil y juvenil de televisión valenciana en valenciano de las cadenas autonómicas valencianas Canal Nou Dos (de lunes a viernes: de 7:00 a 9:00, de 12:30 a 15:00 y de 17:25 a 20:15 (aproximadamente) y Canal Nou (mañanas de sábado y domingo) que existió entre 1990 y 2013, aunque variando su nombre. 
El programa trata de un grupo de animales que son amigos y forman un grupo musical. Es presentado por sus personajes, títeres movidos e interpretados por actores titiriteros, que manipulan o accionan la marioneta.

## Personajes
- Professor Sol: Es el dueño del taller donde viven los personajes. Es un hombre muy sabio y le gusta inventar e investigar objetos nuevos con los que hacer la vida más sencilla. Se encarga de componer las canciones del grupo.

- Babalà: Es un perro de peluche de raza Bull Terrier Inglés de tamaño humano siendo la mascota y el símbolo del programa. Es el amigo fiel del “Professor Sol”, le gusta componer música, jugar, descansar y sobre todo comer. En el grupo toca el teclado y le encanta la música pop.

- Babadó: Es juguetón y bromista y le encanta tomar el pelo a la gente. Sus amigos le quieren mucho porque es jovial y extrovertido. Toca la guitarra y le gusta la música rock.

- Babasí: Es la más pequeña del grupo de amigos. Llegó al taller con pocos días y el “Professor Sol” y Babalà la acogieron. Es puro nervio, no descansa ni un momento, siempre está dispuesta a jugar y divertirse. Con un carácter aventurero, sueña con convertirse en una súper heroína que salve el mundo del mal y de la contaminación. Toca la batería y le encanta la música rap.

- Babarré: Es un oso hormiguero joven que vive en el bosque cercano al taller. De todo el grupo es el más bobo. No tiene grandes aspiraciones en su vida, sólo disfrutar de la naturaleza y jugar con sus amigos. Aun siendo un oso hormiguero no le gustan las hormigas, es vegetariano. Disfruta bailando y tocando su trompa, que suena como un clarinete. En el grupo hace los sonidos melódicos.

- Babamí: Es una gata callejera. Llegó al taller un día que escuchó la música del grupo de amigos. Ha vivido muchas experiencias, ya que se ha pasado toda la vida viajando. Imaginativa y artística, toca instrumentos de percusión que ha ido recogiendo durante sus viajes alrededor del mundo.

- Polpol: Es vecino del “Professor Sol”. Le apasiona la suciedad y el desorden. Tiene una máquina que convierte cualquier cosa en humo. Como ha pasado tanto tiempo en el laboratorio creando humo que contamina, ha mutado y se le caen partes del cuerpo.

- Penta y Grama: Son dos ratas simpáticas que viven en un agujero de la pared del taller. Comentan lo que ven por la televisión desde el sofá.

- Mac Micro: Es una mona charlatana y divertida que disfruta contándonos cosas con su peculiar estilo, ágil y ocurrente. A veces actúa como si fuera el auténtico protagonista de la noticia.

- Silfa: Es la ninfa que vive en el bosque. Es amiga de los personajes.

## Música
La música de la serie está compuesta integralmente por Pablo Torres (Sinfoart) y Carlos Álvarez.

## Otros
El programa incluye varias series de animación, una sección de reportajes y también actividades lúdicas para los pequeños.